# Casal de Cervera
El Casal de Cervera és un edifici noucentista de Cervera (Segarra) fundat el 1925, obra de l'arquitecte Joaquim Vilaseca i Rivera. Està inclòs a l'Inventari del Patrimoni Arquitectònic de Catalunya.

## Descripció
Edifici precedit per la petita plaça de Santa Anna, a la que s'obren dues portes amb escalonada. Quatre columnes de fust llis, molt esveltes, suporten la terrassa de la primera planta. També a la planta baixa, que està dedicada a bar i cinema, hi ha un gran finestral. A la planta superior hi ha la terrassa, a la que es surt per cinc portes, tres d'arc de mig punt a la part central i una a cada costat amb un frontó suportat per mènsules. A sobre presenta motllures rectangulars.
Remata la construcció una gran cornisa i una balustrada superior.